# F♯ (音名)
F♯（F-sharp）是F的一個半音之上，G的一個半音之下。因此，F♯與G♭異名同音。F♯在法語裏是第四個唱名，稱為fá dièse。
在十二平均律中，如果中央C之上的A的頻率是440Hz，那C♯4（中央C之上的F♯）的頻率就是大約370 Hz。（參見音高。）

## 十二律
F♯ 在十二律中对应蕤宾。